# ساندولیک-۶۹ ۲۰۲
ساندولیک-۶۹ ۲۰۲ (انگلیسی: Sanduleak -69 202) یا (Sk -69 202)، که به عنوان جی‌اس‌سی ۰۹۱۶۲–۰۰۸۲۱ نیز شناخته می‌شود یک ستاره ابرغول آبی با قدر ۱۲ بود که در حومه سحابی رتیل در ابر ماژلانی بزرگ واقع شده‌است. این ستاره به عنوان نیای ابرنواختر اس ان ۱۹۸۷ای مورد توجه است.
ساندولیک-۶۹ ۲۰۲ در ابتدا توسط اخترشناس رومانیایی-آمریکایی، نیکلاس ساندولیک در سال ۱۹۷۰ نگاشته شد، اما تنها یک عدد در فهرست باقی ماند تا زمانی که به عنوان ستاره‌ای شناخته شد که در اولین ابرنواختر چشم غیرمسلح از زمان اختراع تلسکوپ  منفجر شد و به قدر بصری +۲٫۸ رسید.